# Чакоански туко-туко
Чакоански туко-туко (Ctenomys dorsalis) је врста глодара (Rodentia) из породице туко-тукоа (Ctenomyidae).

## Распрострањење
Ареал врсте је ограничен на једну државу. Парагвај је једино познато природно станиште врсте.

## Станиште
Станиште врсте су шуме.

## Угроженост
Подаци о распрострањености ове врсте су недовољни.